# Lamine Koné
Lamine-Gueye Koné (Párizs, Franciaország, 1989. február 1. –) elefántcsontparti labdarúgó, a Lausanne-Sport hátvédje.

## Pályafutása

### Kezdeti évek
Koné az SO Paris és az US Alfortville ifiakadémiáján szerepelt, mielőtt 2003-ban csatlakozott volna az LB Châteauroux-hoz. Három évet töltött az akadémián, mielőtt a 2005/06-os idényben felkerült az első csapat keretéhez. 2007. április 27-én, egy Montpellier elleni bajnokin mutatkozott be.

### FC Lorient
2010. július 30-án egymillió euróért leigazolta az FC Lorient, ahol négy évre írt alá. 2013. július 23-án új, hároméves szerződést kapott a csapattól. Minden sorozatot egybevéve 139 mérkőzésen játszott a Lorient-ban és hét gólt szerzett.

### Sunderland
Az angol Sunderland 2016. január 27-én ismeretlen összeg ellenében leigazolta. 2020-ig szóló szerződést írt alá a klubbal. Február 13-án fontos szerepe volt abban, hogy csapata legyőzte a Manchester Unitedet. Az ő fejesét követően vétett öngólt az ellenfél kapusa, David de Gea. Május 11-én az Everton 3-0-s legyőzéséből két góllal vette ki a részét. Ezzel a győzelemmel dőlt el, hogy a Sunderland bennmaradt a Premier League-ben. Augusztusban azt mondta David Moyes menedzsernek, hogy szeretne távozni, de meggondolta magát és 2016. szeptember 14-én új,  ötéves  szerződést írt alá.

### A válogatottban
Koné Franciaországban született, elefántcsontparti szülők gyermekeként. Fiatal korában az U17-es, U18-as, U19-es és U20-as francia válogatottban is pályára lépett. Később úgy döntött, hogy Elefántcsontpartot szeretné képviselni válogatott szintén. Az elefántcsontparti válogatottban 2014-ben, Kamerun ellen mutatkozott be.

## Sikerei, díjai
- Strasbourg
  - Francia ligakupa: 2018–19